# Карпов, Пётр Анатольевич
Пётр Анато́льевич Ка́рпов (р. 1 августа 1945, Рига - 2013, Москва) — российский политик и предприниматель, народный депутат РСФСР 1990—1993 годов.

## Биография
Родился 1 августа 1945 года в Риге. Окончил Московский государственный педагогический институт им. В. И. Ленина, а затем — психологический факультет Ленинградского государственного университета им. А. А. Жданова.
Трудовую деятельность начал в 1964 году учителем английского языка в Риге. Два года отработал дворником. В 1975 году работал на Пермском телефонном заводе начальником лаборатории. В 1977—1985 годах работал на комбинате шёлковых изделий в городе Чайковский Пермской области: сначала начальником лаборатории, затем главным экономистом предприятия. В 1985 году стал директором подсобного хозяйства Чайковского комбината шёлковых тканей, затем был председателем колхоза «Ленинский путь». В 1990 году был избран народным депутатом РСФСР по Чайковскому территориальному избирательному округу № 589. Входил в состав Совета Республики Верховного Совета РФ, был членом Комиссии Совета Республики по бюджету, планам, налогам и ценам, членом Высшего Экономического Совета при Президиуме Верховного Совета (с 16 июня 1992 года), членом комиссии Совета Республики Верховного Совета РФ по экономической реформе (июнь-сентябрь 1993 года). Курировал сельскохозяйственный бюджет. Состоял во фракции «Рабочий союз — реформа без шока» и группы «Реформа армии».
После разгона Верховного Совета России в сентябре-октябре 1993 года стал чиновником. В августе 1994 года назначен заместителем директора Федерального управления по делам о несостоятельности (банкротству) при Госкомимуществе РФ (ФУДН). Входил в Оперативную комиссию Правительства РФ по совершенствованию системы платежей и расчётов. Член Межведомственного совета по государственному финансовому контролю, обеспечению своевременности и полноты сбора налогов и иных платежей в федеральный бюджет (2 февраля — 19 октября 1996 года). Приказом главы Федерального управления по делам о несостоятельности (банкротству) № 41 от 18 июня 1996 года назначен председателем межведомственной балансовой комиссии, целью которой было поиск средств у предприятий для погашения их долгов государству.

### Уголовное дело
25 июля 1996 года Петра Карпова вызвали на Петровку, 38 — в Главное управление внутренних дел Москвы. Там ему старшим следователем следственного управления Саратовского УВД Н. Пафнутовым было предъявлено обвинение в совершении преступления, предусмотренного ст. 290, ч. 4, п. «г» УК РФ" (получение взятки). В ходе обыска на квартире чиновника обнаружили 16 млн. 300 тысяч рублей, иностранную валюту в размере 141 тысячи 334 доллара, а также документы о том, что на вкладах Карпова хранится 10 млн. 939 тысяч рублей. Пётр Карпов был этапирован в Саратов. Адвокатом Петра Карпова стал известный защитник Генрих Падва. 29 октября 1996 года Пётр Карпов был освобождён из-под стражи под подписку о невыезде и залог в 100 миллионов рублей. Обвинение с него не было снято, следствие продолжалось. 28 апреля 1997 года Пётр Карпов вновь был арестован по тому же обвинению. 3 июня 1997 года Преображенский муниципальный суд Москвы изменил Карпову меру пресечения, освободив его из-под стражи под подписку о невыезде. В августе этого же года Пётр Анатольевич Карпов был назначен исполняющим обязанности заместителя руководителя Федеральной службы по делам о несостоятельности и финансовому оздоровлению. В 1998 году дело было переквалифицировано со статьи о получении взятки на более мягкую — о злоупотреблении служебным положением. В июле 1998 года заместитель генерального прокурора РФ М. Б. Катышев подписал Постановление о прекращении дела в отношении Петра Анатольевича Карпова; основанием стала принятая Государственной думой амнистия от 24 декабря 1997 года, согласно которой от наказания по некоторым статьям освобождались в том числе лица, награждённые «орденами или медалями СССР либо Российской Федерации, являющимися государственными наградами». Так как Пётр Карпов имел медаль «За преобразование Нечерноземья РСФСР», он попадал под действие Постановления об амнистии. Примечательно, что при сохранении первоначального обвинения (ст. 290, п. 4) Пётр Карпов не мог быть амнистирован.

#### Суть уголовного дела
По версии следствия, Пётр Карпов в ходе служебной командировки в Саратов с целью выявления неплатежей в бюджет, проходившей с 30 января по 9 мая 1994 года, получил от заместителя директора Саратовского электроагрегатного производственного объединения (СЭПО) Сергея Подопригоры взятку в размере 5 миллионов рублей в обмен на заключение о признании СЭПО банкротом. Как утверждало следствие, Подопригоре это было необходимо для сокрытия хищения средств СЭПО и смещения с должности генерального директора предприятия. В получении денег расписалась знакомая Карпова Светлана Пензянцева. Кроме получения денег, в вину Карпову вменялось то, что в ходе этой командировки он проживал в профилактории СЭПО, что обошлось предприятию в 157 680 рублей.
По словам защиты, деньги, полученные от СЭПО, являлись гонораром Карпову за оказание неких консультационных услуг, что должно быть квалифицировано как приработок. То, что за заработанные и полученные Карповым деньги расписалась Светлана Пензянцева, адвокат обвиняемого Генрих Падва объяснил желанием скрыть от руководства ФУДН «левый», но вполне законный заработок.

#### Общественное мнение
Дело Петра Карпова вызвало обширный общественный резонанс и широко освещалось в СМИ, начиная с задержания в июле 1996 года и заканчивая освобождением по амнистии в июле 1998 года. О задержании высокопоставленного чиновника сообщали новостные программы центральных каналов телевидения, репортажи и статьи печатных средств массовой информации. Общественное мнение разделилось в оценке уголовного преследования Карпова. Многие считали, что Карпов действительно получил взятку от заместителя директора СЭПО, завуалировав её под консалтинговые услуги. Кроме того, считают сторонники виновности чиновника, подтверждением нечестности Карпова служит большая (по тем временам) сумма денег, обнаруженная при обыске, происхождение которой обвиняемый, по мнению следствия, не смог внятно объяснить. То, что уголовное дело Карпова так и не было доведено до суда, а потом было переквалифицировано на статью, дающую основание для применения амнистии, интерпретировалось как нежелание власти реально бороться с коррупцией среди высокопоставленных чиновников. Также возмущение вызывал тот факт, что в ходе следствия, длившегося два года, Пётр Карпов продолжал исполнять обязанности заместителя генерального директора Федерального управления по делам о несостоятельности (банкротстве). С другой стороны, высказывалось мнение, что дело против Карпова — «месть человеку, заставившему злостных неплательщиков раскошелиться на 10 триллионов рублей»; в истории с консультированием СЭПО П. Карповым допущены нарушения, но они не являются уголовно наказуемыми.

### С 1999 года по настоящее время
Работал в должности заместителя генерального директора Федерального управления по делам о несостоятельности (банкротстве) при Госкомимуществе РФ вплоть до августа 2000 года. В 2001 году стал председателем балансовой комиссии ФГУП «Росспиртпром».
В настоящее время — генеральный директор ООО «Карпов и Партнёры», вице-президент Гильдии Инвестиционных и Финансовых Аналитиков.

## Награды
- Медаль «За преобразование Нечерноземья РСФСР».